# 东干洛台汗国
东干洛台汗国，是1864年至1870年存在于清朝新疆的一个地方割据政权，由回族人妥明建立，1870年被阿古柏击败而覆灭。
同治三年（1864年），迪化城、巩宁城以及玛纳斯等地被回民起义军攻占，同治四年二月（1865年3月），妥明被部下奉为“清真王”。同治四年八月（1865年9月），清真王妥明的统治势力范围西起乌苏，南至吐鲁番，东至木垒，还曾一度占领过哈密。同治十月二十九（11月21日），阿古柏军队兵临城下，回民起义军抗击失败，闰十月初（11月下旬），妥明开城投降，东干洛台汗国覆灭。